# قائمة الجامعات في النمسا
تنقسم مؤسسات التعليم العالي في النمسا إلى:
- جامعات اتحادية (بالألمانية: Universitäten)
- جامعات خاصة (بالألمانية: Privatuniversitäten)
- جامعات علوم تطبيقية (بالألمانية: Fachhochschulen)

تختلف هذه الجامعات في عدة أوجه، من بينها مصادر التمويل، ولكل نوع منها قوانين خاصة تنظم العمل بها.

## قائمة الجامعات
| الولاية       | جامعات اتحادية | جامعات خاصة | جامعات علوم تطبيقية |
| ------------- | --- | --- | --- |
| بورغنلاند     | | جامعة السلام الأوروبية | Fachhochschulstudiengaenge Burgenland                                                                                                 |
| تيرول         | جامعة إنسبروك جامعة إنسبروك الطبية | جامعة علوم الصحة والمعلوماتية والتقنية الطبية | جامعة العلوم التطبيقية في كوفشتاين MCI Management Center Innsbruck FH Gesundheit                                                      |
| سالزبورغ      | جامعة سالزبورغ جامعة الموتسارتيوم في زالتسبورغ | جامعة باراسيلسوس الطبية في زالتسبورغ ألما ماتر أوروبيا جامعة شلوس زيبورغ الخاصة                                                                    | جامعة العلوم التطبيقية في زالتسبورغ                                                                                                   |
| شتايرمارك     | جامعة غراتس جامعة غراتس التقنية جامعة غراتس الطبية جامعة ليوبن جامعة الموسيقى والفنون الأدائية في غراتس | | FH Joanneum Campus02 |
| فورارلبرغ     | | | جامعة فورارلبرغ للعلوم التطبيقية |
| فيينا         | جامعة فيينا الجامعة التقنية في فيينا جامعة فيينا الطبية جامعة فيينا للاقتصاد والأعمال أكاديمية الفنون الجميلة في فيينا جامعة الفنون التطبيقية في فيينا جامعة الموارد الطبيعية وعلوم الحياة في فيينا جامعة الموسيقى والفنون الأدائية في فيينا جامعة الطب البيطري في فيينا | جامعة الموسيقى والفنون بمدينة فيينا جامعة بي إي إف الخاصة للإدارة في فيينا جامعة زيغموند فرويد في فيينا جامعة مودول في فيينا جامعة ويبستر في فيينا | Fachhochschule des bfi Wien جامعة تكنيكوم للعلوم التطبيقية في فيينا FHWien مدرسة لاودر للأعمال Ferdinand Porsche Fern FH-Studiengänge |
| كيرنتن        | جامعة كلاغنفورت | | جامعة كيرنتن للعلوم التطبيقية |
| النمسا السفلى | جامعة الدانوب في كريمس | جامعة الدانوب الخاصة جامعة نيو ديزاين | جامعة العلوم التطبيقية في كريمس جامعة العلوم التطبيقية في فينر نويشتات جامعة زانت بولتن للعلوم التطبيقية الأكاديمية العسكرية التريزية |
| النمسا العليا | جامعة يوهانس كيبلر في لينتس جامعة الفنون والتصميم الصناعي في لينتس | الجامعة الكاثوليكية اللاهوتية الخاصة في لينتس جامعة أنطون بروكنر الخاصة للموسيقى والدراما والرقص                                                   | جامعة النمسا العليا للعلوم التطبيقية                                                                                                  |